# Blaga Dimitrova
Blaga Nikolowa Dimitrova (Bjala Slatina, 2 de enero de 1922 - Sofía, 2 de mayo de 2003) fue escritora, lírica, traductora y política búlgara, que se desempeñó como Vicepresidenta de Bulgaria entre 1992 y 1993.

## Biografía
Blaga Dimitrova creció desde su infancia en Veliko Tarnovo en Bulgaria y luego estudió el idioma eslavo en Sofía. Después de graduarse en 1945, recibió su doctorado en Moscú y Leningrado. Fue traductora oficial de idiomas griego, polaco, ruso, sueco, alemán y vietnamita y trabajando en Bulgaria, escribió la crítica literaria y ensayos. Trabajó como editora de libros para niños. Viajó cinco veces a Vietnam durante la Guerra de Indochina, y finalmente adoptó a una niña vietnamita. Estuvo casada con el crítico literario Jordan Vasilev.
Para poner fin a la era comunista de Bulgaria, fundó el Comité para la protección del medio ambiente en Rusia y el Club para la democracia, más tarde en 1987, surgió la Alianza de la oposición Unión de fuerzas democráticas, junto con otros. Finalmente fue vicepresidenta de Bulgaria (1992-1993), pero se retiró de la vida política, decepcionada por la mala política.
Blaga Dimitrova fue muy respetada en Bulgaria, debido a sus obras literarias, pero también debido a su compromiso social. Fue Presidenta de la Fundación Raina Kabaivanska para huérfanos y recibió numerosos premios literarios, como el gran premio de la Asociación Internacional de Autores Die Kogge de Minden (2001).

## Obras
- Hasta mañana (1959)
- Viaje en mí misma (1965)
- Desviación (1967)
- Instantes (1968)
- Avalancha (1971)
- Nombre (1981)

## Traducciones de literatura polaca
Tradujo del polaco al búlgaro a Wisława Szymborska y Adam Mickiewicz entre otros.